# Велоспорт на літніх Олімпійських іграх 1896 — Шосейна гонка
Шосейна гонка серед чоловіків на Літніх Олімпійських іграх 1896 року пройшла 12 квітня. Маршрут проліг від Афін до Марафона та назад. У перегонах взяли участь сім спортсменів з трьох країн.

## Призери
| Золото                            | Срібло                         | Бронза                          |
| Арістідіс Константінідіс · Греція | Август фон Гьодріх · Німеччина | Едвард Баттел · Велика Британія |

## Змагання
| Місце | Спортсмен                      | Час      |
| ----- | ------------------------------ | -------- |
| 1     | Арістідіс Константінідіс (GRE) | 3:22:31  |
| 2     | Август фон Гьодріх (GER)       | 3:42:18  |
| 3     | Едвард Баттел (GBR)            | Невідомо |
| 4-7   | Георгіос Аспіотіс (GRE)        | Невідомо |
| 4-7   | Мілтіадес Ятру (GRE)           | Невідомо |
| 4-7   | Константінос Константіну (GRE) | Невідомо |
| 4-7   | Георгіос Параскевопулос (GRE)  | Невідомо |

Перегони почались о дванадцятій годині, спортсмени стартували біля першого кілометра на дорозі Афіни — Марафон. У Марафоні потрібно було відмітитися у перевіряльного, підписавшись у пергаменті, та поїхати назад до Афін. Фінішували спортсмени на велодромі «Нео Фалірон», усього потрібно було подолати 87 кілометрів. У Марафон спортсмени приїхали майже одразу. Назад дорога виявилася дуже тяжкою, було багато падінь. Арістідіс Константінідіс лідирував після того як покинули Марафон, але він був вимушений зупинитися через несправність велосипеда. Поки Константінідіс намагався полагодити велосипед, його випередили Баттел та Гьодріх. Побачивши це, Константінідіс позичив велосипед одного з глядачів і поїхав наздоганяти. Згодом упав лідер Едвард Баттел, пересилюючи біль, він продовжив участь, весь у крові та грязюці. Поки Баттел вставав його випередили Гьодріх та Константінідіс. Під кінець заїзду Гьодріх та Константінідіс упали, Константінідісу, щоб уникнути наїзду на глядача, довелося в'їхати в стіну. Поки Гьодріх підводився, Константінідіс позичив ще один велосипед та вирушив до фінішу. Константінідіс став переможцем, Гьодріх приїхав другим, а третє місце дісталося Баттелу.